# El pueblo unido jamás será vencido
El pueblo unido jamás será vencido é uma canção cuja música foi composta por Sergio Ortega e o texto escrito pelo grupo Quilapayún, em junho de 1973.

## História
A música foi composta inicialmente como um hino para a unidade popular do governo, refletindo o espírito por trás da mobilização de massas da classe trabalhadora que tinha eleito Salvador Allende para uma transformação socialista no Chile. Logo após o Golpe de estado ocorrido no dia 11 de setembro de 1973 no Chile, a canção se transformou em um hino de resistência contra a ditadura militar instalada. Logo depois, o grupo Inti-Illimani gravou essa mesma música, versão com que obteve grande popularidade.